# عمر النجدي
عمر النجدي (1931 - 22 مارس 2019 ) هو رسام وفنان تشكيلي مصري، ويعتبر من رواد الفن التشكيلي في مصر. حاز على عدة جوائز منها جائزتان في الحفر للمعرض السنوى العام في مدينة البندقية 1961و 1962 والجائزة الأولى في فن النحت بينالى الإسكندرية السادس 1965، والجائزة الأولى في فن النحت بينالى الإسكندرية السابع 1968 والجائزة الأولى في فن الحفر والسلك سكرين ببينالى الإسكندرية 1974.)
وفي عام 2016 بيع لوحته سراييفو في مزاد قاعة كريسي بدبي بمبلغ 1،145،000 دولار أمريكي.

## دراسته
تخرج من كلية الفنون الجميلة عام 1953، ثم حصل على منحة دراسية من الاتحاد السوفيتي وإيطاليا، وتخرج من أكاديمية الفنون الجميلة بالبندقية عام 1965. أجاد أنواع متعددة من الفنون مثل فنون الخط العربى، التجريدى والسريالى وأستخدم في أعماله أنواع مختلفة من الخامات مثل الحديد، الخشب، الصلصال، المعدن والرمل.